# Hypseleotris aurea
The golden gudgeon (Hypseleotris aurea) là một loài cá thuộc họ Cá bống đen. Nó là loài đặc hữu của Úc.